# ده شادی جمالزهی
ده شادی جمالزهی، روستایی است از توابع بخش مرکزی شهرستان هیرمند در استان سیستان و بلوچستان ایران.

## جمعیت
این روستا در دهستان جهان‌آباد قرار داشته و براساس سرشماری سال ۱۳۸۵جمعیت آن ۱۳۴نفر (۲۴خانوار) بوده‌است.